# Бобринская, Надежда Александровна
Графиня Наде́жда Алекса́ндровна Бобринская, урожд. По́ловцова (15 [27] мая 1865, Царское Село, Санкт-Петербургская губерния — 20 марта 1920, Форт-Александровский, Туркестанская АССР) — одна из первых русских женщин-астрономов; сотрудница Пулковской обсерватории. В 1901 году получила коррекцию орбиты малой планеты (300) Геральдина, открытой незадолго до этого.

## Биография
Дочь организатора Русского исторического общества Александра Александровича Половцова (1832—1909) и Надежды Михайловны, внебрачной дочери великого князя Михаила Павловича, унаследовавшей значительную часть огромного состояния своего приёмного отца, барона А. Л. Штиглица. Сестра видного военачальника генерал-лейтенанта Пётра Александровича Половцева (Половцова) (1874—1964), главнокомандующего Петроградского военного округа, и дипломата Александра Александровича Половцева-младшего (1867—1944).
11(23) февраля 1883 года вышла замуж за графа Алексея Александровича Бобринского (1852—1927), крупного археолога, государственного и общественного деятеля России. По поводу её брака отец писал в дневнике: 

Это неожиданное событие вследствие разности лет и некоторых других условий сильно смущало и жену мою и меня, несмотря на невозможность определено указать малейший неблагоприятный факт.
С 1900 года жила отдельно от мужа. Указом Синода от 15 марта 1906 года брак Бобринских был расторгнут, с разрешением обоим супругам вступать в новое супружество.
Во время Русско-японской войны графиня Бобринская работала в Красном Кресте и была отмечена наградой. После смерти отца унаследовала имение San-Roman в окрестностях Монте-Карло. В 1914 году с началом первой мировой войны заведовала отделом воинского благотворительного общества Белого Креста. В 1919 году проживала в Екатеринодаре. С целью ознакомления с условиями тыловой жизни и положением Армии выехала с двумя или тремя медсёстрами в Гурьев. Откуда в январе-марте 1920 года вместе с остатками частей Уральской армии была вынуждена совершить тяжелейший переход вдоль восточного побережья Каспия в Форт-Александровский для эвакуации на Северный Кавказ. Первую половину пути прошла с отрядом Б. К. Фортунатова, отстав, присоединилась к генерал-лейтенанту В. С. Толстову. По прибытии на место заболела и 20 марта 1920 года скончалась. Атаман В. С. Толстов вспоминал:

Графиня Бобринская была не совсем заурядной личностью и славной женщиной. Захворав по приезде в Форт тифом, она об этом никому не сказала, и когда почувствовала приближение смерти, заперлась у себя в комнате. Первые, проникшие в её квартиру после ее смерти, по словам сопровождавшего её кавказца, поживились немалым добром.

## Дети
- Екатерина (1883—1954), фрейлина, с 30 апреля 1908 года замужем за Ильёй Михайловичем Миклашевским (1877—1961).
- Надежда (1884—07.05.1896), умерла от аппендицита, по словам А. А. Половцова, была замечательно одаренным ребенком, писала стихи на русском и английском языке. В предсмертных мучениях, она просила свою сестру читать ей стихи Пушкина и восхищаясь ими, скончалась.
- Домна (1886, Санкт-Петербург — 1956, Париж), фрейлина, с 1908 года замужем за графом Дмитрием Александровичем Шереметевым (1883—1963).
- София (1887—1949), фрейлина, одна из первых русских лётчиц, с 1907 года замужем за князем Петром Александровичем Долгоруковым (1883—1925)). После развода, второй раз вышла замуж 12 ноября 1918 года в Петрограде за князя Петра Петровича Волконского (1872—1957).
- Алексей (3.10.1893, Санкт-Петербург — 6.02.1971, Лондон), женат трижды.

## Труды
- Гр. Н. Бобринская. Исследование звездной кучи C. G. 4294 = M.92 (Съ 3 табл.). Известия Императорской академии наук. Серия V. Т.3. № 2, сентябрь 1895.
- Гр. Н. Бобринская. Эфемерида планеты (147) Protogeneia. Известия Императорской академии наук. Серия V. Т.7, № 1, июнь 1897.